# 三帶眶棘鱸
三帶眶棘鱸，又稱黃帶赤尾冬，俗名紅尾冬仔，為輻鰭魚綱鱸形目金線魚科的一個種。

## 分布
本魚分布於東印度洋、西太平洋區，包括琉球群島、中國東海、南海、台灣海峡、菲律賓、印尼、越南、馬來西亞、新加坡、泰國、緬甸、安達曼群島、澳洲北部、所羅門群島、新喀里多尼亞、马里亚纳群岛、斐濟群島、馬紹爾群島、帛琉、密克羅尼西亞、萬那杜、東加等海域。

## 深度
水深4~20公尺。

## 特徵
本魚體色以白色為底，身體上半部有三條橄綠色縱帶自頭部向尾部延伸，而在尾柄處癒合為一，且因其區分不很明確，故使背部、各鰭亦呈淡橄綠色。尾鰭分叉深，上下葉末端尖。背鰭硬棘10枚、軟條9枚；臀鰭硬棘3枚、軟條7枚。體長可達23公分。

## 生態
本魚幼魚常見於清澈且淺的礁湖活動。以吃食底漆無脊椎動物、多毛類、甲殼類為主。

## 經濟利用
中小型的食用魚，可以抹鹽加以煎食或燒烤。